# Square du Thimerais
Le square du Thimerais est une voie du 17e arrondissement de Paris, en France.

## Situation et accès
Le square du Thimerais est une voie privée située dans le 17e arrondissement de Paris. Coupé en son milieu par l'avenue Paul-Adam, il commence au 5-11, rue de Senlis et se termine au 212, rue de Courcelles.

## Origine du nom
Il porte le nom d'une région naturelle du nord-ouest de l'Eure-et-Loir, le Thimerais.

## Historique
Ce square est ouvert et prend sa dénomination actuelle en 1932 sur l'emplacement du bastion no 47 de l'enceinte de Thiers.

## Bâtiments remarquables et lieux de mémoire
- 3 : l'un de principaux lieux de sociabilité des femmes trans à Paris au cours des années 1960. Y vivent en ménage Marie-Andrée Schwindenhammer, fondatrice de la première association trans française, et Madame Bonnet, qui pratique dans son cabinet l'épilation définitive à l'électrolyse[1].